# Система «CAMELS»
Система «CAMELS» — американська рейтингова система оцінки банків США, створена 1978 року Федеральною резервною системою і федеральними агентствами Office of the Comptroller of the Currency (OCC) і Federal Deposit Insurance Corporation (FDIC).
Широко застосовується банківськими наглядовими органами багатьох країн світу.
Спочатку система мала назву CAMEL (англ. Camel — верблюд), з 1.01.1997 було додано компонент «S» (англ. Sensitivity to Risk — чутливість до ризику).